# Libanon a 2016. évi nyári olimpiai játékokon
Libanon a brazíliai Rio de Janeiróban megrendezett 2016. évi nyári olimpiai játékok egyik részt vevő nemzete volt. Az országot az olimpián 7 sportágban 9 sportoló képviselte, akik érmet nem szereztek.

## Asztalitenisz
Női
| Versenyző        | Versenyszám | Selejtező                                                           | 64-es főtábla     | 48-as főtábla     | 32-es főtábla     | Nyolcaddöntő      | Negyeddöntő       | Elődöntő          | Döntő             | Helyezés |
| Versenyző        | Versenyszám | Ellenfél Eredmény                                                   | Ellenfél Eredmény | Ellenfél Eredmény | Ellenfél Eredmény | Ellenfél Eredmény | Ellenfél Eredmény | Ellenfél Eredmény | Ellenfél Eredmény | Helyezés |
| ---------------- | ----------- | ------------------------------------------------------------------- | ----------------- | ----------------- | ----------------- | ----------------- | ----------------- | ----------------- | ----------------- | -------- |
| Mariana Sahakian | Egyes       | Olufunke Oshonaike (NGR) · 11–8, 9–11, 7–11, 8–11, 11–8, 11–9, 8–11 | kiesett           | kiesett           | kiesett           | kiesett           | kiesett           | kiesett           | kiesett           | 65.      |

## Atlétika
Férfi
| Versenyző   | Versenyszám | Előfutam | Előfutam | Előfutam | Elődöntő | Elődöntő | Elődöntő | Döntő   | Döntő    |
| Versenyző   | Versenyszám | Idő      | Hely.    | Össz.    | Idő      | Hely.    | Össz.    | Idő     | Helyezés |
| ----------- | ----------- | -------- | -------- | -------- | -------- | -------- | -------- | ------- | -------- |
| Ahmad Házer | 110 m gát   | 15,50    | 7.       | 42.      | kiesett  | kiesett  | kiesett  | kiesett | kiesett  |

Női
| Versenyző    | Versenyszám | Döntő   | Döntő    |
| Versenyző    | Versenyszám | Idő     | Helyezés |
| ------------ | ----------- | ------- | -------- |
| Sírín Nzsejm | Maraton     | 2:51:08 | 109.     |

## Cselgáncs
Férfi

| Versenyző   | Versenyszám | Selejtező         | 32-es főtábla                          | Nyolcaddöntő      | Negyeddöntő       | Elődöntő          | Vigaszág elődöntő | Bronz- mérkőzés   | Döntő             | Helyezés |
| Versenyző   | Versenyszám | Ellenfél Eredmény | Ellenfél Eredmény                      | Ellenfél Eredmény | Ellenfél Eredmény | Ellenfél Eredmény | Ellenfél Eredmény | Ellenfél Eredmény | Ellenfél Eredmény | Helyezés |
| ----------- | ----------- | ----------------- | -------------------------------------- | ----------------- | ----------------- | ----------------- | ----------------- | ----------------- | ----------------- | -------- |
| Nacif Elias | Váltósúly   | erőnyerő          | Emmanuel Lucenti (ARG) · 000(0)–100(1) | kiesett           | kiesett           | kiesett           |                   |                   |                   | 17.      |

## Kajak-kenu

### Szlalom
Férfi
| Versenyző      | Versenyszám | Selejtező | Selejtező | Selejtező | Selejtező | Selejtező     | Selejtező     | Elődöntő | Elődöntő | Döntő   | Döntő    |
| Versenyző      | Versenyszám | 1. futam  | 1. futam  | 2. futam  | 2. futam  | Jobb eredmény | Jobb eredmény | Elődöntő | Elődöntő | Döntő   | Döntő    |
| Versenyző      | Versenyszám | Pont      | Hely.     | Pont      | Hely.     | Pont          | Hely.         | Pont     | Hely.    | Pont    | Helyezés |
| -------------- | ----------- | --------- | --------- | --------- | --------- | ------------- | ------------- | -------- | -------- | ------- | -------- |
| Richard Merjan | Kenu egyes  | 120,20    | 18.       | 121,67    | 16.       | 120,20        | 19.           | kiesett  | kiesett  | kiesett | kiesett  |

## Sportlövészet
Női
| Versenyző  | Versenyszám | Selejtező | Selejtező | Elődöntő | Elődöntő | Döntő   | Döntő    |
| Versenyző  | Versenyszám | Pont      | Helyezés  | Pont     | Helyezés | Pont    | Helyezés |
| ---------- | ----------- | --------- | --------- | -------- | -------- | ------- | -------- |
| Ráj Bászíl | Trap        | 65        | 14.       | kiesett  | kiesett  | kiesett | kiesett  |

## Úszás
Férfi
| Versenyző      | Versenyszám | Előfutam | Előfutam | Előfutam | Elődöntő | Elődöntő | Elődöntő | Döntő   | Döntő    |
| Versenyző      | Versenyszám | Idő      | Hely.    | Össz.    | Idő      | Hely.    | Össz.    | Idő     | Helyezés |
| -------------- | ----------- | -------- | -------- | -------- | -------- | -------- | -------- | ------- | -------- |
| Anthony Barbar | 50 m gyors  | 23,77    | 8.       | 50.      | kiesett  | kiesett  | kiesett  | kiesett | kiesett  |

Női
| Versenyző         | Versenyszám | Előfutam | Előfutam | Előfutam | Döntő   | Döntő    |
| Versenyző         | Versenyszám | Idő      | Hely.    | Össz.    | Idő     | Helyezés |
| ----------------- | ----------- | -------- | -------- | -------- | ------- | -------- |
| Gabriella Doueihy | 400 m gyors | 4:31,21  | 7.       | 31.      | kiesett | kiesett  |

## Vívás
Női
| Versenyző  | Versenyszám | Selejtező         | 32-es főtábla           | Nyolcaddöntő      | Negyeddöntő       | Elődöntő          | Bronz- mérkőzés   | Döntő             | Helyezés |
| Versenyző  | Versenyszám | Ellenfél Eredmény | Ellenfél Eredmény       | Ellenfél Eredmény | Ellenfél Eredmény | Ellenfél Eredmény | Ellenfél Eredmény | Ellenfél Eredmény | Helyezés |
| ---------- | ----------- | ----------------- | ----------------------- | ----------------- | ----------------- | ----------------- | ----------------- | ----------------- | -------- |
| Mona Saíto | Tőr, egyéni | erőnyerő          | Lee Kiefer (USA) · 3-15 | kiesett           | kiesett           | kiesett           | kiesett           | kiesett           | 29.      |